# Чёрный Черемош
Чёрный Черемо́ш (укр. Чорний Черемош) — река на Западной Украине, протекает в Восточных Карпатах.
Река имеет длину 87 км, площадь бассейна — 856 км² и уклон — 14 м/км.
Берёт начало приблизительно на высоте 1850 м между хребтами Ротондул и Прилучный. Близ села Устерики Чёрный Черемош сливается с Белым Черемошем в одну реку — Черемош. Высота устья — 635 м над уровнем моря.
Чёрный Черемош — узкая, мелкая горная река, быстро текущая в каменистом русле. Берега высокие, лесистые. Имеет мощные пороги и сильные шиверы. Питание снеговое и дождевое. Имеет высокое весеннее половодье, в меженный период — мелководен, протекает в узких долинах, часто в ущельях, практически не имеет плёсовых участков.
Развит водный туризм: спортивный горный сплав, маршрут II—III категории сложности.

## Гидрологический режим
Типичная горная река. Питание смешанное с преобладанием дождевого и снегового. Ледовые явления с конца декабря до начала января, вскрывается во 2-й половине марта; ледостав неустойчивый. Русло умеренно извилистое, шириной 20-30 м (наибольшая — 45 м); во время межени 15-20 м. Пороги с падением воды 0,5-1,6 м. Глубина колеблется 0,2-0,4 м в верховьях, до 1 м в нижнем течении. Средняя скорость течения 0,8-1,2 м/с. При максимально высоких уровнях воды ширина русла увеличивается до 50-80 м, а скорость до 5-6 м/с. Среднегодовой расход воды за многолетний период в устье составляет 18 м³/с. Экстремальная количество расхода воды колеблется от 1 м³/с при межени до 1100 м³/с во время паводков. Гидрологический пост возле пгт Верховина работает с 1958 года.